# Love sphinx
Love sphinx is een plastiek van Carel Kneulman.
Het beeld staat in het Eendrachtspark in Amsterdam Nieuw-West nabij brug 619. Het beeld stamt uit circa 1974. Het Stedelijk Museum in Amsterdam liet een voorstudie van het beeld in 1974 exposeren in Museum Fodor. Daarbij schreven diverse recensenten dat Kneulman destijds een mengeling liet zien van seks en religie, die volgens de kunstenaar niet los van elkaar gezien konden worden. Het was volgens hemzelf een “ode aan de vruchtbaarheid”. Eerder werd zijn werk omschreven als abstract-expressionistisch, hetgeen een grote populariteit soms in de weg stond. In tegenstrijd daarmee is zijn Het Lieverdje, maar dat is in zijn geheel niet abstract. 
Deze Love sphinx , waar Kneulman twee jaar aan werkte houdt het midden tussen figuratieve (terug te vinden in de samengevouwen handen) en abstracte kunst (wapperend brons). Het abstracte deel zou een verwijzing zijn uit de Griekse mythologie waar binnen de sfinx afgebeeld wordt als een vrouw met vleugels.  

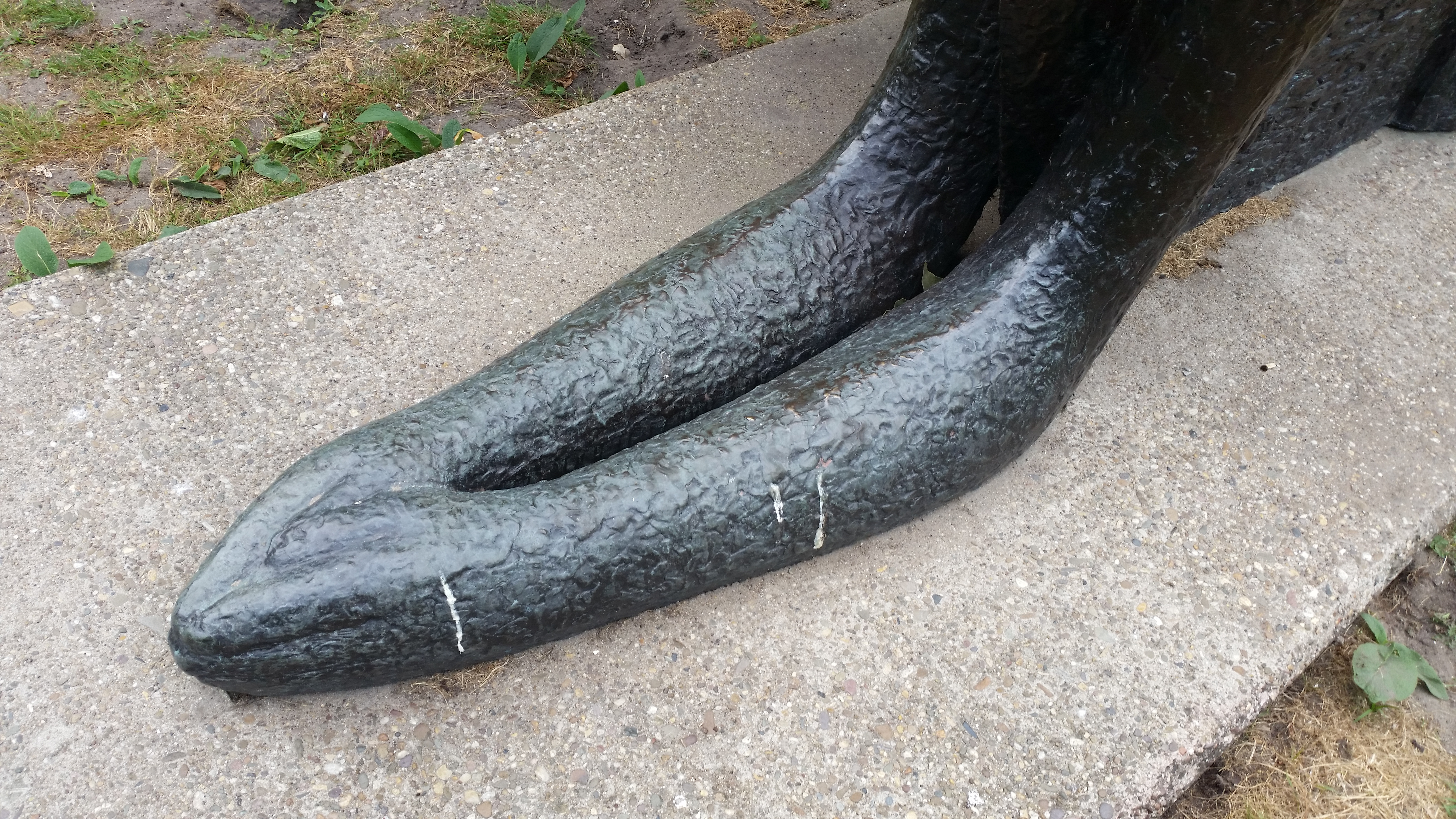
Gevouwen handen (juli 2018)